# Arctosa fessana
Arctosa fessana är en spindelart som beskrevs av Roewer 1960. Arctosa fessana ingår i släktet Arctosa och familjen vargspindlar.
Artens utbredningsområde är Libya. Inga underarter finns listade i Catalogue of Life.